# 鲁斯兰·卢尼奥夫
鲁斯兰·弗拉基米罗维奇·卢尼奥夫（俄语：Руслан Владимирович Лунёв，1989年7月25日—），阿塞拜疆男子射击运动员，2017年伊斯兰团结运动会男子10米气手枪、男子25米中火手枪、男子25米手枪速射、男子25米标准手枪和混合团体10米气手枪金牌得主。